# 俄羅斯泥鰍
俄羅斯泥鰍為輻鰭魚綱鯉形目鰍科的其中一種，為温帶淡水魚，分布於歐洲俄羅斯淡水流域，體長可達13.7公分，棲息在底層水域，以有機碎屑為食，生活習性不明。

## 扩展阅读
維基物種上的相關：俄羅斯泥鰍